# Max Bierhals
Maximilian „Max“ Bierhals (geboren 1987 im Kreis Ostholstein) ist ein deutscher Gagautor, Drehbuchautor und Creative Director. Seit 2014 arbeitet er an Produktionen für die bildundtonfabrik in Köln und erhielt für seine Arbeit 2019 und 2021 einen Grimme-Preis.

## Leben
Maximilian Bierhals wurde 1987 im Kreis Ostholstein geboren. Er wuchs in Haffkrug auf und besuchte das Ostsee-Gymnasium Timmendorfer Strand. In seiner Jugend spielte er beim TSV Pansdorf Fußball und beim BG Holstein Basketball. Bierhals studierte zwischen 2008 und 2013 an der Fachhochschule Kiel den Studiengang Multimedia Production. Nach seinem Bachelorabschluss absolvierte er Praktika in Hamburg bei Medienproduktionsfirmen und arbeitete als Werbetexter. Nach einem allgemeinen Facebook-Aufruf von Jan Böhmermann bewarb er sich als Gagautor beim Neo Magazin, wo er kurze Zeit später bei der Produktionsfirma bildundtonfabrik als Junior-Comedy-Autor angestellt wurde. Neben der Autorentätigkeit war er in der Sendung auch in unregelmäßigen Abständen vor der Kamera zu sehen.
Weiterhin war er 2016 als Autor bei der Sketch-Comedyserie Die unwahrscheinlichen Ereignisse im Leben von … tätig.
Die Sendung Lass dich überwachen! Die Prism is a Dancer Show, für die er als Hauptautor arbeitete, wurde 2019 mit einem Grimme-Preis in der Kategorie Unterhaltung ausgezeichnet.
Seit 2020 ist er Autor und Creative Producer der Carolin Kebekus Show, die 2021 mit dem Grimme-Preis in der Kategorie Unterhaltung ausgezeichnet wurde. Zudem war im selben Jahr die Comedyserie Drinnen – Im Internet sind alle gleich für einen Grimme-Preis nominiert, bei der Bierhals als Autor mitwirkte.
Für die ZDFneo-Comedyserie Start the Fck Up fungiert er seit 2021 als Creative Producer.
Für das 2023 erschienene Deichkind-Album Neues vom Dauerzustand schrieb er die Songtexte zu Delle am Helm, Geradeaus und Lecko Mio mit.

## Filmografie

### Als Autor
- 2014–2019: Neo Magazin Royale (Fernsehserie, 159 Episoden)
- 2015: TVLab 2015 – Daily Cohn (Webserie, 16 Episoden)
- 2016: Die unwahrscheinlichen Ereignisse im Leben von … (Fernsehserie, 6 Episoden)
- 2018: Lass dich überwachen! Die Prism is a Dancer Show
- 2020: Drinnen – Im Internet sind alle gleich (Fernsehserie, 15 Episoden)
- seit 2020: Die Carolin Kebekus Show (Fernsehserie)
- seit 2021: MaiThink X – Die Show (Fernsehserie)
- 2022: Kurzschluss (Kurzfilm)
- seit 2021: Neo Ragazzi (Talkshow)

### Als Darsteller
- 2017–2019: Neo Magazin Royale (Fernsehserie, 21 Episoden)
- seit 2020: Die Carolin Kebekus Show (Fernsehserie)
- seit 2021: MaiThink X – Die Show (Fernsehserie)
- seit 2022: Kurzschluss – Silvester für Zwei (Kurzfilmreihe)
  - 2022: Kurzschluss
  - 2023: Der zweite Kurzschluss
  - 2024: Kurzschluss hoch drei

### Als Creative Director
- seit 2020: Die Carolin Kebekus Show (Fernsehserie)

## Auszeichnungen
- Grimme-Preis
  - 2019: Nominierung in der Kategorie Unterhaltung – Spezial für Neo Magazin Royale: #Verafake/Einspielerschleife
  - 2019: Auszeichnung in der Kategorie Unterhaltung für Lass dich überwachen! Die Prism is a Dancer Show
  - 2021: Auszeichnung in der Kategorie Unterhaltung für Die Carolin Kebekus Show
  - 2021: Nominierung in der Kategorie Unterhaltung für Drinnen –  Im Internet sind alle gleich